# MC4 Distribution
MC4 Distribution est une société de distribution cinématographique française.

## Filmographie
- 1989 : Un amour de trop
- 1991 : Les Enfants du vent
- 1993 : Die Lok
- 1994 : Comme deux crocodiles (Come due coccodrilli)
- 1994 : Dernier Stade
- 1998 : Passage pour le paradis
- 2000 : 2ème quinzaine de juillet
- 2001 : Lokarri
- 2007 : Glyanets
- 2009 : Red Riding: In the Year of Our Lord 1974
- 2009 : Red Riding: In the Year of Our Lord 1980
- 2009 : Red Riding: In the Year of Our Lord 1983
- 2009 : Vertige d'une rencontre
- 2010 : Donne-moi ta main (Leap Year)
- 2010 : Le Baltringue
- 2015 : Quand Homo Sapiens faisait son cinéma[1] (réalisateur et archéologue Marc Azéma, co-réalisateur P. Cuissot ; co-produit avec Passé Simple[2], Arte France et ZED ; Prix du jury au treizième Festival du film d’archéologie d’Amiens (mars 2016), Prix du Public au Festival International du film d’Archéologie de Rovereto, Italie (2016), Prix du Public 2016 au Festival du Film d'Archéologie de Clermont-Ferrand (2016)[2],[3]).
- 2018 : La Légende de Florian Hessique